# Buslijn 45 (Haaglanden)
Buslijn 45 is de belangrijkste buslijn tussen Den Haag en Voorschoten (-Leiden) in de regio Haaglanden in de Nederlandse provincie Zuid-Holland.

## Geschiedenis
In 1972 staat deze lijn op een Falkplan-plattegrond. De route was toen Wassenaarse Slag - Wassenaar - Papelaan - Station Voorschoten - Voorschoten Boschgeest (wijk) - Vlietwijk. In 1974 staat lijn 45 voor het eerst op de HTM-Lijnennetkaart. De lijn was toen verlengd naar Den Haag, en begon in Den Haag op het toenmalige busstation Houtmarkt, en reed met een grote omweg via Amsterdamse Veerkade, Stationsweg, Station HS, en het Schenkviaduct Voorburg in. Bij station HS was toen een krap busstation, voor maar liefst acht lijnen. Te Voorburg ging het via de Koningin Julianalaan en Mgr. van Steelaan, Rode Laan en Noordsingel. Vervolgens via Voorschoten naar Wassenaar; nog niet naar Leiden dus.
In de loop van 1975 werd deze lijn 45 alweer opgeheven, maar later in 1976 kwam de lijn definitief terug; zij het met een andere route. Wederom vanaf de Houtmarkt, maar nu zonder omweg, over het Prins Bernhardviaduct, dan Prinses Beatrixlaan, en dan Voorburg in. Dan over de Laan van Nieuw Oosteinde, Parkweg, en vervolgens net als de voormalige Blauwe Tram verder naar Voorschoten, maar niet door de krappe Schoolstraat, en daarna naar Leiden. In 1979 volgde daar verlenging naar Leiden Merenwijk. Vanaf 1984 was het busstation bovenop Den Haag Centraal het beginpunt. Van daar omlaag over de toenmalige busbaan die uitkwam tegenover de Theresiastraat. Daarna langs Ternoot naar de Prinses Beatrixlaan. De verdere route bleef ongewijzigd.
In 2011 verviel het deel Station Leiden - Leiden Merenwijk. Maandag tot en met zaterdag rijdt lijn 45 elk kwartier; grotendeels rijdt lijn 46 (sinds 2011) dezelfde route, maar om het half uur, dus zijn er gedeeltelijk zes ritten per uur per richting. Maar lijn 46 gaat via Voorschoten naar Wassenaar. Op zondag rijden beide lijnen twee keer per uur.
De dienst werd tot 1 juni 1994 uitgevoerd door de NZH. Daarna kwamen WN, ZWN, Connexxion, Veolia, Connexxion en ten slotte EBS.